# إليانور سويفت
إليانور سويفت (بالإنجليزية: Eleanor Swift)‏ هي عالمة قانونية أمريكية، ولدت في 1945.